# 聖伯多祿·查納
聖伯多祿·查納（法語：Pierre-Louis-Marie Chanel，1803年7月12日—1841年4月28日）是一名法國籍天主教神父、瑪利亞修會會士

## 生平

### 早年生活
聖伯多祿瑪利亞查納於1803年出生於法國安省的布雷斯地区蒙勒韦勒，是家中的八個孩子裡排名老五。他幼年時為父親牧羊，本堂神父見他聰慧熱心，便送他進學校讀書。有一位主教稱讚他“心如黃金，信德純樸如赤子，生活如天使。”
晉升鐸品後，查納在克罗泽任本堂神父，熱心照顧病人，教務蒸蒸日上。

### 瑪利亞修會會士與傳教工作
1831年，查納入瑪利亞修會，獻身傳教生活。1836年，該會獲得教廷正式批准。查納與若干瑪利亞會士，奉命被派往太平洋富图纳岛傳教。查納等學習當地方言傳道，成績很好。

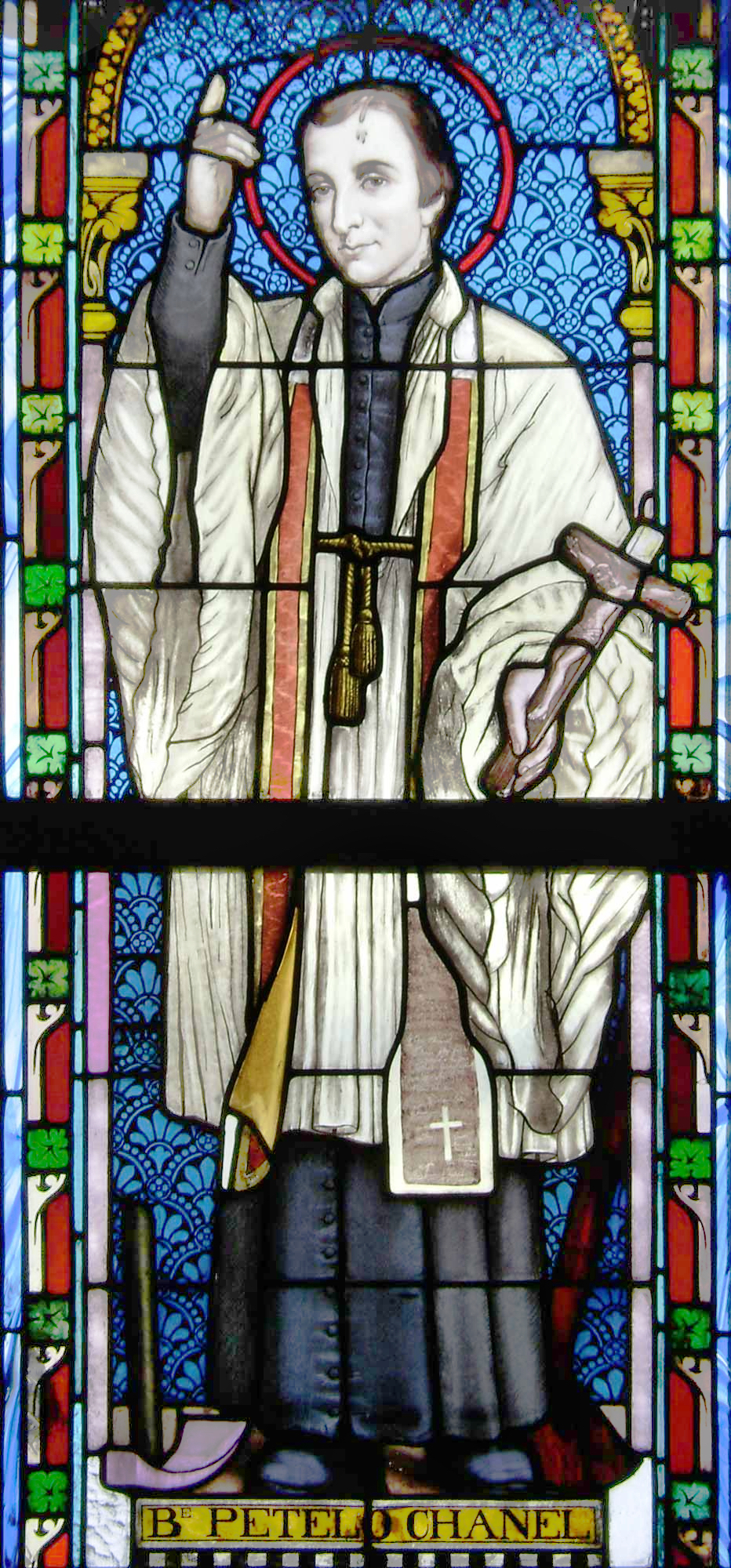
圣伯多禄·查纳像, 位于汤加姆阿的天主教堂

### 殉道
當地的酋長以為傳教士密謀奪取他的權力。所以當酋長的兒子要求領洗時，酋長派人暗殺了查納，時在1841年4月28日。

## 富图纳岛居民的皈依
查纳死后，主教Pompallier派了若干会士前往富图纳岛传教。 他们于1842年6月9日到达。最终，该岛大部分居民都接受了天主教。连杀害查纳的凶手 Musumusu 自己也领洗入教，且其去世前，要求将自己埋在教堂之外（以此前来敬奉查纳的人们就会踏过他的坟墓），作为弥补。可谓是圣人的鲜血灌溉了信德的苗圃。
一种名叫eke的舞蹈也被创作出来，来作为和好的象征。

## 列聖品
查納於1954年榮列聖品，他是大洋洲第一位殉道聖人，也是大洋洲的主保圣人。每年4月28日，澳大利亞和新西蘭教會都隆重慶祝他的瞻禮。

## 遗产
如今，玛利亚修会的会士和司铎们遍布大洋洲，他们工作的范围差不多有欧洲那么大，包括六个独立的国家与两个法属海外领土。玛利亚修会大洋洲教省是玛利亚修会最大的教区。